# Um Pé de Quê?

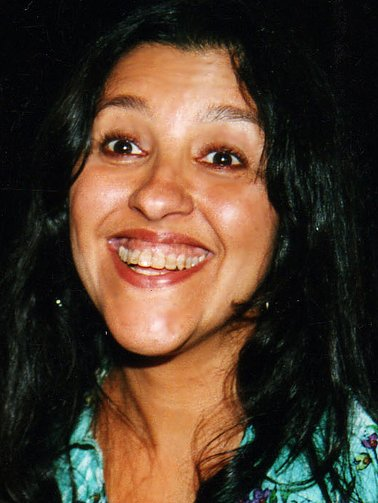
Regina Casé, apresentadora do programa.

Um Pé de Quê? é um programa de televisão brasileiro, transmitido atualmente pelo Canal Futura desde 2000. Apresentado por Regina Casé, procura mostrar a cada episódio uma árvore da flora brasileira. A abordagem parte de aspectos botânicos, como origens, características físicas, épocas de floração e vai buscar passagens em que elas pontuaram a história do Brasil ou da vida de pessoas comuns.
Regina aparece em praças, parques, matas e florestas dos quatro cantos do país, apresentando música, culinária, história e revelando a natureza de forma curiosa.
A experiência de fazer o programa foi comparada por Regina Casé com experiências de viajantes naturalistas no Brasil, como Saint-Hilaire e  von Martius,  por ter, por exemplo, percorrido "distâncias enormes só pra conhecer uma árvore, pra ver uma planta diferente." 

## Lista de Episódios
1. Sapucaia - Lecythis pisonis
2. Embaúba - Cecropia pachystachya
3. Buriti - Mauritia flexuosa
4. Abricó de Macaco - Couroupita guianensis
5. Juçara - Euterpe edulis
6. Paineira - Ceiba speciosa (Chorisia speciosa)
7. Figueira - Ficus guaranitica
8. Dendê - Elaeis guineensis
9. Jatobá - Hymenaea courbaril
10. Favela - Cnidoscolus phyllacanthus
11. Juazeiro - Ziziphus joazeiro
12. Coqueiro - Cocos nucifera
13. Pau-Brasil - Caesalpinia echinata
14. Araucária - Araucaria angustifolia
15. Pau-Ferro - Caesalpinia ferrea
16. Jequitibá - Cariniana estrellensis
17. Ipê - Tabebuia impetiginosa
18. Guapuruvu - Schizolobium parahyba
19. Bananeira - Musa paradisiaca
20. Jurema - Mimosa tenuiflora
21. Jacarandá - Dalbergia nigra
22. Carnaúba - Copernicia prunifera
23. Mangue - Rhizophora mangle
24. Seringueira - Hevea brasiliensis
25. Cajueiro - Anacardium occidentale
26. Jaqueira - Artocarpus heterophyllus
27. Castanheira - Bertholletia excelsa
28. Bambú - Bambusa vulgaris
29. Erva Mate - Ilex paraguariensis
30. Eucalipto - Eucalyptus globulus
31. Goiabeira - Psidium guajava
32. Imbuía - Ocotea porosa
33. Pau-Mulato - Calycophyllum spruceanum
34. Amendoeira - Terminalia catappa
35. Pau-Santo - Bulnesia sarmientoi
36. Quebracho - Schinopsis brasiliensis
37. Cajá Mirim - Spondias mombin
38. Cacau - Theobroma cacao
39. Mogno - Swietenia macrophylla
40. Piaçava - Attalea funifera
41. Camaçari - Caraipa fasciculata
42. Oiti - Licania tomentosa
43. Quaresmeira - Tibouchina granulosa
44. Fruta Pão - Artocarpus altilis
45. Tataré - Chloroleucon tortum
46. Candeia - Eremanthus erythropappus
47. Aroeira - Myracrodruon urundeuva
48. Mangueira - Mangifera indica
49. Palmeira Imperial - Roystonea oleracea
50. Saputiaba - Sideroxylon obtusifolium
51. Laranjeira - Citrus aurantium
52. Jamelão - Eugenia jambolana
53. Jerivá - Syagrus romanzoffiana
54. Cedro - Cedrela fissilis
55. Umbu - Spondias tuberosa
56. Tipuana - Tipuana tipu
57. Andiroba - Carapa guianensis
58. Cupuaçu - Theobroma grandiflorum
59. Bacuri - Platonia insignis
60. Lixeira - Curatella americana
61. Breu-Branco - Protium heptaphyllum
62. Amapá - Parahancornia amapa
63. Sumaúma - Ceiba pentandra
64. Roxinho - Peltogyne angustiflora
65. Tucumã - Astrocaryum vulgare
66. Açaí - Euterpe oleracea
67. Assacu - Hura crepitans
68. Babaçu - Orbignya speciosa
69. Caixeta - Tabebuia cassinoides
70. Palmito Hibrido - Euterpe edulis x Euterpe oleracea
71. Cabreúva - Myrocarpus frondosus
72. Pitomba - Talisia esculenta
73. Mulungu - Erythrina mulungu
74. Xaxim - Dicksonia sellowiana
75. Clúsia - Clusia hilariana
76. Sibipiruna - Caesalpinia peltophoroides
77. Burra Leiteira - Sapium sceleratum
78. Ingá - Inga uruguensis
79. Bouganville - Bougainvillea glabra
80. Peroba - Paratecoma peroba
81. Indaiá - Attalea dubia
82. Cutieira - Joannesia princeps
83. Chichá - Sterculia chicha
84. Guanandi - Calophyllum brasiliense
85. Almesca - Protium spruceanum
86. Biriba - Eschweilera ovata
87. Abacate - Persea americana
88. Jaboticaba - Eugenia cauliflora
89. Romã - Punica granatum
90. Tamarindo - Tamarindus indica
91. Mangue Negro - Avicennia schaueriana
92. Café - Coffea arabica
93. Barbatimão - Cassia leptophylla
94. Baobá - Adansonia digitata
95. Pau-Preto - Dalbergia melanoxylon
96. Canho - Sclerocarya birrea
97. Ipê Verde - Cybistax antisyphilitica
98. Pitanga - Eugenia uniflora
99. Mangaba - Hancornia speciosa
100. Randia itatiaiae - Randia itatiaiae
101. Jambo - Eugenia malaccensis
102. Umbu - Spondias tuberosa
103. Visgueiro - Parkia platycephala
104. Catolé/Pindoba - Syagrus oleracea
105. Camélia - Camellia japonica
106. Pau-D'alho - Gallesia integrifolia
107. Cana-de-açúcar - Saccharum officinarum
108. Ouricuri - Syagrus coronata
109. Mandioca - Manihot esculenta
110. Macaúba - Acrocomia aculeata
111. Tamboril - Enterolobium contortisiliquum
112. Lobeira - Solanum lycocarpum
113. Pequi - Caryocar brasiliense
114. Cannabis - Cannabis sativa / Cannabis indica
115. Quiabo da Lapa - Cipocereus minensis
116. Chá de Pedestre - Lippia lacunosa
117. Epífitas - Epitus ormoscatis
118. Tingui - Magonia pubescens
119. Guiné - Petiveria alliacea
120. Pau Pereira - Geissospermum vellosii
121. Louro D’água - Hieronyma alchorneoides
122. Umburana - Amburana cearensis
123. Angico - Anadenanthera colubrina
124. Milho - Zea mays
125. Guapeba - Chrysophyllum imperiale